# NGC 6259
NGC 6259 је расејано звездано јато у сазвежђу Шкорпија које се налази на NGC листи објеката дубоког неба.
Деклинација објекта је - 44° 39' 18" а ректасцензија 17h 0m 45,3s. Привидна величина (магнитуда) објекта NGC 6259 износи 8,0. NGC 6259 је још познат и под ознакама OCL 996, ESO 277-SC22.